# Paalliq
Der Paalliq ist ein 74 km langer Zufluss der Dease Strait auf Victoria Island in Nunavut im Norden Kanadas. Bis 2012 hieß der Fluss offiziell „Lauchlan River“. Beim derzeitigen offiziellen Flussnamen handelt sich um einen Begriff aus dem westkanadischen Inuinnaqtun-Dialekt der Inuktitut-Sprache.

## Flusslauf
Der Paalliq bildet den Abfluss eines größeren namenlosen Sees im Südwesten von Victoria Island. Der See liegt etwa 80 m hoch. Der Paalliq durchquert in überwiegend ostsüdöstlicher Richtung eine menschenleere Tundralandschaft. Er erreicht schließlich die 
Byron Bay an der Südküste von Victoria Island. Das Einzugsgebiet umfasst etwa 7935 km².

## Flussfauna
Im Flusssystem des Paalliq kommt der Wandersaibling (Salvelinus alpinus) vor. Die Population wurde 1970 erstmals kommerziell befischt. Zwischen 1999 und 2008 wurden jährlich im Durchschnitt 3843 kg Fisch gefangen.